# Mundialito de Clubes
Der Mundialito de Clubes (auf Deutsch „Kleine Weltmeisterschaft der Vereine“) ist ein Strandfußball-Turnier für Vereine. Es wurde 2011 vom FIFA-Partner Beach Soccer Worldwide (BSWW) am Guarapiranga-Stausee bei São Paulo in Brasilien erstmals ausgerichtet.

## Turniere
| Jahr | Sieger                | Zweiter                 | Dritter                 | Vierter                   | Wertvollster Spieler | Bester Torwart         | Torschützenkönig                         |
| ---- | --------------------- | ----------------------- | ----------------------- | ------------------------- | -------------------- | ---------------------- | ---------------------------------------- |
| 2011 | CR Vasco da Gama      | Sporting Lissabon       | Flamengo Rio de Janeiro | Lokomotive Moskau         | Pampero              | Paulo Graça            | André (16 Tore)                          |
| 2012 | Lokomotive Moskau     | Flamengo Rio de Janeiro | CR Vasco da Gama        | Sporting Lissabon         | Benjamin             | Vitali Sydorenko       | Madjer (10 Tore)                         |
| 2013 | Corinthians São Paulo | Flamengo Rio de Janeiro | CR Vasco da Gama        | Botafogo FR               | Mão                  | Mão                    | Eudin                                    |
| 2015 | FC Barcelona          | CR Vasco da Gama        | al-Ahli Dubai           | Fluminense Rio de Janeiro | Ozu                  | Jonathan Torohia       | Datinha, Lucão, Bokinha, Nelito (7 Tore) |
| 2017 | Lokomotive Moskau     | Pars Jonoubi            | Flamengo Rio de Janeiro | Corinthians São Paulo     | Nelito               | Maxim Chuzhkov         | Igor Rangel (7 Tore)                     |
| 2019 | Sporting Braga        | Catania Calcio          | Flamengo Rio de Janeiro | Spartak Moskau            | Be Martins           | Rafael Padilha         | Lucão (12 Tore)                          |
| 2020 | Sporting Braga        | Spartak Moskau          | Lokomotive Moskau       | Tokyo Verdy               | Filipe               | Rafael Padilha         | Eduard Molina Suárez (10 Tore)           |
| 2021 | Lokomotive Moskau     | Sporting Braga          | CR Vasco da Gama        | FK Dinamo Minsk           | Carlos Carballo      | Kanstantsin Mahaletsky | Boris Nikonorov (8 Tore)                 |

## Ranglisten
| Rang | Verein                | Titel | Finalteilnahmen | Quote |
| ---- | --------------------- | ----- | --------------- | ----- |
| 1    | Lokomotive Moskau     | 3     | 4               | 75 %  |
| 2    | CR Vasco da Gama      | 1     | 2               | 50 %  |
|      | Corinthians São Paulo | 1     | 1               | 100 % |
|      | FC Barcelona          | 1     | 1               | 100 % |
|      | Sporting Braga        | 2     | 3               | 66 %  |

| Rang | Land      | Titel | Finalteilnahmen | Vereine (kursiv: nur Finalisten)                                 | Quote |
| ---- | --------- | ----- | --------------- | ---------------------------------------------------------------- | ----- |
| 1    | Brasilien | 2     | 4               | CR Vasco da Gama, Corinthians São Paulo, Flamengo Rio de Janeiro | 50 %  |
|      | Russland  | 2     | 2               | Lokomotive Moskau                                                | 100 % |
| 3    | Spanien   | 1     | 1               | FC Barcelona                                                     | 100 % |
|      | Portugal  | 1     | 2               | Sporting Braga, Sporting Lissabon                                | 38 %  |
| 5    | Iran      | 0     | 1               | Pars Jonoubi                                                     |       |
|      | Italien   | 0     | 1               | Catania Calcio                                                   |       |